# Clemens Walch
Clemens Walch (* 10. Juli 1987 in Rum) ist ein österreichischer Fußballspieler.

## Karriere
Walch begann im Alter von sechs Jahren bei der SU Inzing 1971 mit dem Fußballspielen. Als 14-Jähriger wurde er ins Bundesnachwuchszentrum Tirol aufgenommen. Zur Saison 2006/07 schloss sich Walch der zweiten Mannschaft des FC Red Bull Salzburg an, mit der er am Saisonende in die Erste Liga aufstieg. Im April 2008 unterzeichnete er beim VfB Stuttgart einen ab der Saison 2008/09 gültigen Lizenzspielervertrag, der bis 2011 datiert war. Daraufhin absolvierte Walch am 26. September 2009 gegen Eintracht Frankfurt sein Bundesligadebüt.
Am 12. August 2010 wechselte Walch zum 1. FC Kaiserslautern, bei dem er einen Dreijahreskontrakt erhielt. Zur Rückrunde 2011/12 wurde er für ein halbes Jahr an Dynamo Dresden ausgeliehen und kam dort zu fünf Kurzeinsätzen. Zur Saison 2012/13 wechselte Walch nach Österreich zur SV Ried.
Mit Ried stieg er 2017 aus der Bundesliga ab. Im Juli 2018 wechselte er zum Ligakonkurrenten WSG Wattens. Mit der WSG Wattens stieg er als Zweitligameister in die Bundesliga auf, woraufhin sich der Verein in WSG Tirol umbenannte.
Mit der WSG stieg er nach nur einer Saison wieder in die 2. Liga ab. Daraufhin wechselte er zur Saison 2020/21 zur viertklassigen SPG Silz/Mötz. Dort war er bis zur Winterpause 2022/23 aktiv und wechselte in weiterer Folge zu seinem Heimatverein, den SU Inzing 1971, bei dem er seitdem seine Karriere ausklingen lässt.

## Erfolge
- Dritter der U-19-Europameisterschaft 2006

## Familie
Sein jüngerer Bruder Philipp (* 1994) war ebenfalls als Fußballspieler aktiv, brachte es jedoch nicht über den Amateurfußball hinaus.